# Komkommerfamilie
De komkommerfamilie (Cucurbitaceae) is een familie van tweezaadlobbige planten. Het zijn meestal kruiden, maar soms ook struiken. De familie komt voornamelijk voor in de tropen van alle continenten, speciaal in Afrika en Zuid-Amerika. In gematigder streken worden soorten gecultiveerd. Het is een van de belangrijkste voedselproducerende plantenfamilies. Diverse soorten vormen een caudex en zijn daarom geliefd bij verzamelaars van succulenten.
Het gaat om een familie van minder dan duizend soorten. In Nederland komt van nature het geslacht Bryonia voor met als enige soort heggenrank (Bryonia dioica). De familie is bekend vanwege de vruchten, die hetzij onrijp en als groente verhandeld worden, zoals augurk, courgette en komkommer, hetzij rijp en dan veeleer als fruit verhandeld worden, zoals meloen, pompoen en watermeloen. In Madagaskar komt het geslacht Xerosicyos voor.
Voorbeelden uit deze familie zijn de volgende soorten:
| Nederlandse naam   | Wetenschappelijke naam |
| ------------------ | ---------------------- |
| javaanse komkommer | Alsomitra macrocarpa   |
| Waspompoen         | Benincasa hispida      |
| Kolokwint          | Citrullus colocynthis  |
| Watermeloen        | Citrullus vulgaris     |
| Suikermeloen       | Cucumis melo           |
| Kiwano             | Cucumis metuliferus    |
| Komkommer          | Cucumis sativus        |
| Augurk             | Cucumis sativus        |
| Vijgenbladpompoen  | Cucurbita ficifolia    |
| Reuzenpompoen      | Cucurbita maxima       |
| Ayote              | Cucurbita mixta        |
| Muskuspompoen      | Cucurbita moschata     |
| Courgette          | Cucurbita pepo         |
| Patisson           | Cucurbita pepo         |
| Spaghettipompoen   | Cucurbita pepo         |
| Springkomkommer    | Ecballium elaterium    |
| Vleugelkomkommer   | Luffa acutangula       |
| Sponskomkommer     | Luffa aegyptica        |
| Sopropo            | Momordica charantia    |
| Chayote            | Sechium edule          |
| Luffa              | Luffa cylindrica       |
| Takako             | Sechium tacaco         |
| Cassabanana        | Sicana odorifera       |
| -                  | Cucumis acidus         |

In het Cronquist-systeem (1981) werd de familie in de orde Violales geplaatst. Het APG-systeem (1998) en het APG II-systeem (2003) plaatsen de familie in een orde Cucurbitales.